# Zwarte Meer
El lago Zwarte Meer (en neerlandés: Zwarte Meer, que significa lago Negro) es un lago de los Países Bajos que se encuentra en la frontera entre las provincias de Flevoland y Overijssel. Es uno de los lagos de borde artificiales localizados en el centro de los Países Bajos, y sus riberas pertenecen a los municipios de Noordoospolder,  Steenwijkerland, Zwartewaterland  y  Kampen. Tiene una superficie de 17 km² y es muy poco profundo (fuera de los canales de navegación, apenas hay uno a dos metros).
El lago fue ganado al mar  en 1956 cuando se realizaron los polders de Flevoland y se desecó en parte el IJsselmeer, separándolo de la región de la Veluwe, y forma parte de la serie de lagos periféricos utilizados para separar geohidrológicamente los pólderes bajos de Flevoland de las tierras más altas del continente. El Zwarte Meer tiene una orientación este-oeste y comunica por el oeste con el Ketelmeer. A lo largo de la costa y alrededor de Vogeleiland (isla de los Pájaros) hay zonas de cañaverales.

## Áreas protegidas
Una parte del lago (283 hectáreas) es administrada por  Natuurmonumenten, principalmente las riberas para mantener a las aves, como el avetoro, el aguilucho lagunero, el carricero tordal y la garza imperial.  Se plantan cañas para que las aves construyan sus nidos.
Otra zona, con una superficie de 2.169 hectáreas, es administrada por la red Natura 2000. El área comprende el lago y las riberas de juncos, un gran carrizal en el lado sur, una isla artificial (Vogeleiland) en la parte oriental y campos residuales de juncos.
El 4 de septiembre de 1995, una zona de 2.050 hectáreas del Zwarte Meerr fueron declaradas sitio Ramsar (n.º ref. 749).